# Hidalgo (estación)
Hidalgo es una de las estaciones que forman parte del Metro de la Ciudad de México, es la correspondencia de la Línea 2 y la Línea 3. Se ubica en el centro de la Ciudad de México, en la alcaldía Cuauhtémoc.

## Información general
La estación recibe su nombre por estar situada en la Avenida Hidalgo. El icono representa la silueta del cura Miguel Hidalgo, héroe e iniciador de la Independencia Mexicana.

### Patrimonio

#### Religioso
Esta estación es conocida porque en el suelo se produjo una filtración de agua que formó una silueta que asemeja la imagen de la Virgen de Guadalupe, la pieza de piso fue retirada y colocada en el exterior de la estación al lado de uno de sus accesos, el más cercano a la Iglesia de San Hipólito, para que la imagen de la virgen sea observada por los usuarios[cita requerida]

## Homicidio-suicidio de 2023
El miércoles 2 de agosto de 2023, poco después de las 16 horas (UTC-6,), 2 personas fallecieron tras ser arrolladas por un tren modelo NM-02 en la estación de la Línea 2. Según testigos, relatan que mientras una pareja que se encontraba esperando el arribo del tren, se percataron de un hombre que se encontraba asomándose constantemente al túnel para ver si llegaba el tren, justo antes del arribo del tren, el hombre arrojó a la mujer a las vías del tren, en dirección a Tasqueña y que este mismo se arrojó a las vías, siendo arrollados instantáneamente por lo que ambos fallecieron en el lugar.
El Sistema de Transporte Colectivo Metro, informo a través de sus redes sociales sobre la suspensión momentánea de toda Línea 2, para hacer el rescate de lo que se informo inicialmente de "Una persona que presuntamente se arrojó al paso del tren". conforme pasaron los minutos se comenzó a saber de lo que había ocurrido dentro de esta estación en su correspondencia con la Línea 2. Se informo que la persona fallecida respondía al nombre de Celia Adriano Rodríguez de 19 años de edad, cuyos restos fueron entregados a sus familiares para realizarle los servicios funerarios y posteriormente su último adiós. Del presunto feminicida se desconoce su identidad, su edad y el motivo del porque la arrojo para posteriormente arrojarse a las vías y ser impactados por el tren y adicionalmente se informo que sus restos no han sido reclamados, por lo que, la Fiscalía de la Ciudad de México continua realizando la investigación para esclarecer los hechos y dieron a conocer que se abrió una carpeta de investigación por el delito de homicidio culposo, en relación con los hechos.

### Afluencia
En correspondencia con la línea 2, la estación presentó una afluencia promedio anual de 30,682 personas en el 2014.
| Tipo de día   | Afluencia promedio "Línea 2" |
| ------------- | ---------------------------- |
| Día laboral   | 34 526                       |
| Fin de semana | 22 700                       |
| Día festivo   | 15 268                       |
| Total anual   | 30 682                       |

En su correspondencia con la línea 3 el número total de usuarios para 2014 fue de 5,810,097 usuarios.
| Tipo de día   | Afluencia promedio "Línea 3" |
| ------------- | ---------------------------- |
| Día festivo   | 11 893                       |
| Día laboral   | 15 713                       |
| Fin de semana | 16 762                       |
| Anual         | 15 918                       |

Las siguientes tablas muestran la afluencia de la estación (por línea) en los últimos 10 años:
| Afluencia Anual de Pasajeros (Línea 2) | Afluencia Anual de Pasajeros (Línea 2) | Afluencia Anual de Pasajeros (Línea 2) | Afluencia Anual de Pasajeros (Línea 2) | Afluencia Anual de Pasajeros (Línea 2) | Afluencia Anual de Pasajeros (Línea 2) |
| -------------------------------------- | -------------------------------------- | -------------------------------------- | -------------------------------------- | -------------------------------------- | -------------------------------------- |
| Año                                    | Afluencia                              | A Diario                               | Ranking                                | Incremento                             | Ref.                                   |
| 2024                                   | -                                      | -                                      | -                                      | -                                      |                                        |
| 2023                                   | 10,542,390                             | 28,883                                 | 21°/187                                | +27.10%                                | [ 6 ]                                  |
| 2022                                   | 8,294,412                              | 22,724                                 | 31°/175                                | +51.52%                                | [ 7 ]                                  |
| 2021                                   | 5,473,990                              | 14,997                                 | 42°/195                                | -1.74%                                 | [ 8 ]                                  |
| 2020                                   | 5,570,805                              | 15,220                                 | 49°/195                                | -44.11%                                | [ 9 ]                                  |
| 2019                                   | 9,967,554                              | 27,308                                 | 50°/195                                | -0.64%                                 | [ 10 ]                                 |
| 2018                                   | 10,031,672                             | 27,484                                 | 50°/195                                | -1.59%                                 | [ 11 ]                                 |
| 2017                                   | 10,193,908                             | 27,928                                 | 48°/195                                | -10.28%                                | [ 12 ]                                 |
| 2016                                   | 11,362,462                             | 31,044                                 | 41°/195                                | -14.57%                                | [ 13 ]                                 |
| 2015                                   | 13,299,542                             | 36,437                                 | 28°/195                                | +3.40%                                 | [ 14 ]                                 |

| Afluencia Anual de Pasajeros (Línea 3) | Afluencia Anual de Pasajeros (Línea 3) | Afluencia Anual de Pasajeros (Línea 3) | Afluencia Anual de Pasajeros (Línea 3) | Afluencia Anual de Pasajeros (Línea 3) | Afluencia Anual de Pasajeros (Línea 3) |
| -------------------------------------- | -------------------------------------- | -------------------------------------- | -------------------------------------- | -------------------------------------- | -------------------------------------- |
| Año                                    | Afluencia                              | A Diario                               | Ranking                                | Incremento                             | Ref.                                   |
| 2024                                   | -                                      | -                                      | -                                      | -                                      |                                        |
| 2023                                   | 4,131,864                              | 11,320                                 | 110°/187                               | +0.05%                                 | [ 6 ]                                  |
| 2022                                   | 4,129,943                              | 11,314                                 | 106°/175                               | +60.14%                                | [ 7 ]                                  |
| 2021                                   | 2,578,964                              | 7,065                                  | 122°/195                               | -23.15%                                | [ 8 ]                                  |
| 2020                                   | 3,355,950                              | 9,169                                  | 109°/195                               | -47.39%                                | [ 9 ]                                  |
| 2019                                   | 6,378,926                              | 17,476                                 | 103°/195                               | -4.12%                                 | [ 10 ]                                 |
| 2018                                   | 6,653,075                              | 18,227                                 | 99°/195                                | +2.42%                                 | [ 11 ]                                 |
| 2017                                   | 6,495,781                              | 17,796                                 | 99°/195                                | -4.94%                                 | [ 12 ]                                 |
| 2016                                   | 6,833,493                              | 18,670                                 | 96°/195                                | -0.57%                                 | [ 13 ]                                 |
| 2015                                   | 6,872,627                              | 18,829                                 | 96°/195                                | +0.86%                                 | [ 15 ]                                 |

## Conectividad

### Salidas
- Avenida Paseo de la Reforma esquina con Basilio Vadillo, Col. Tabacalera.
- Avenida Hidalgo esquina con Héroes (Iglesia de San Hipólito), Col. Tabacalera.
- Avenida Balderas esquina con Avenida Paseo de la Reforma (Cinemas Cine México, actualmente Cinemex Real), Col. Tabacalera.
- Eje 1 Poniente Avenida Rosales, Col. Guerrero. (sur)
- Eje 1 Poniente Avenida Guerrero Col. Guerrero. (norte)
- Avenida Hidalgo y Avenida Balderas, Colonia Centro.
- Avenida Paseo de la Reforma y Avenida Hidalgo, Colonia Centro.
- Avenida Hidalgo y Alameda Central, Colonia Centro.

### Conexiones
Existen conexiones con las estaciones y paradas de diversos sistemas de transporte:
- Línea 5 del Trolebús.
- Líneas 3, 4 y 7 del Metrobús.
- Ruta Metro Hidalgo - Reclusorio Norte(de la Red de Transporte de Pasajeros de la Ciudad de México)
- Corredor COTANSAPI(Ruta Metro Bellas Artes/Alameda - Metro Cuatro Caminos/Toreo/Pericentro)

## Sitios de interés
- Centro Cultural José Martí
- Museo Mural Diego Rivera
- Museo Nacional de San Carlos